# LGBT用語

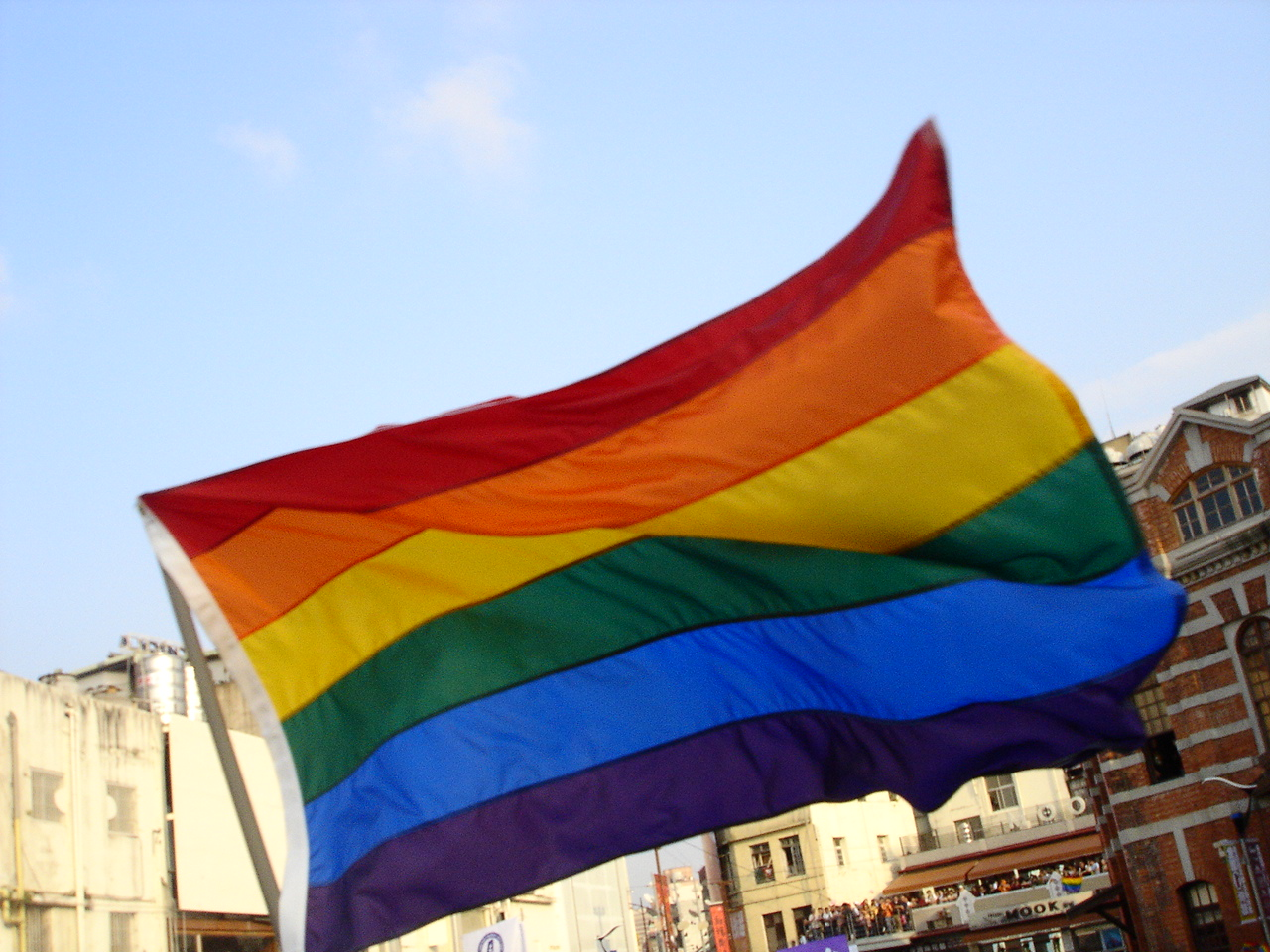
代表LGBT族群的彩虹旗

LGBT用語（英語：LGBT slang）是指LGBT人群主要使用的俚語。在多種不同語言中均有LGBT用語，以便於LGBT人群能夠認知彼此。LGBT用語同時也有暗語的功能，起到不暴露使用者性取向的作用。現在LGBT用語已經成為語言學的研究對象之一。也有部分LGBT用語融入到了非LGBT人群使用的语言之中。

## 同性恋用語

### 中文
| 条目      | 同义词或近义词     | 解释 |
| --------- | ------------------ | --- |
| 同志      | 同性恋者           | 同性戀者的代稱之一。 |
| 性向      | 性取向、性倾向     | 指一个人在情感、浪漫、与性上对男性及女性有何种型态的耐久吸引。                                                                 |
| 同性恋    | 同性向、同性之恋   | 性取向的一种，指相同性别的人之间产生的爱慕、情感及性爱行为。                                                                   |
| 異性戀    | 異性向             | 一種只喜歡異性的性取向。 |
| 男性向    |                    | 性取向的一种，是指在情感、心理、性爱方面对男性产生爱慕倾向的一群人。                                                           |
| 女性向    |                    | 性取向的一种，是指在情感、心理、性爱方面对女性产生爱慕倾向的一群人。                                                           |
| 雙性向    | 雙性戀             | 一種同時喜歡兩個以上的性別的性取向。                                                                                           |
| 無性向    | 無性戀             | 一種不喜歡任何性別的性取向。                                                                                                   |
| 同人      | 同性恋者           | 指同性恋者。其中男性同性恋者称为同男，女性同性恋者称为同女。                                                                   |
| 直人      | 异性恋者           | 指异性恋者。其中男性异性恋者称为直男，女性异性恋者称为直女。                                                                   |
| 同婚      | 同性婚姻           | 指生理性别或性别认同相同的两人之间的婚姻关系。                                                                                 |
| 形婚      | 形式婚姻           | 同性恋者为了隐瞒性取向或者其他原因而与异性进行婚礼或法律上的结婚手续。                                                         |
| 男男      |                    | 男同性恋与男同性恋，或有关男同性恋与男同性恋的。                                                                               |
| 女女      |                    | 女同性恋与女同性恋，或有关女同性恋与女同性恋的。                                                                               |
| 夫夫      |                    | 男同性恋与男同性恋双方以共同生活为目而结合的伴侣，或者二人进行婚礼或法律上的结婚手续而结成的婚姻关系。                         |
| 儿婿      | 子婿               | 同性恋儿子的丈夫。 |
| 同夫/同妻 |                    | 同夫，與女同性戀者結婚的男性；同妻，與男同性戀者結婚的女性。                                                                   |
| 基佬      | 给佬               | 男同性恋，含轻蔑或调侃意味。                                                                                                   |
| 基情      |                    | 形容男性朋友之間的一種暧昧关系。                                                                                               |
| 基友      |                    | 原指男同性恋与男同性恋之间的关系。现也指关系特别好的同性朋友。                                                                 |
| 基吧      | 同志酒吧           | 男同性恋酒吧。 |
| 搞基      |                    | 意思与同性恋接近。指与相同性别的人产生的爱慕、情感及性爱行为。                                                                 |
| 面基      |                    | 网络词语。男同性戀者與男同性戀者通過網路認識后，線下約會見面。                                                                 |
| 卖基      | 卖腐               | 网络词语。指靠男男同性暧昧为炒作点吸引眼球的行为。                                                                             |
| 断背      |                    | 意思亦与同性恋接近。指与相同性别的人产生的爱慕、情感及性爱行为。词语来源于同志电影《断背山》。                                 |
| 彎仔      |                    | 意思是男同性恋，與「基佬」一樣來自香港粵語，據說來自「彎仔碼頭」的笑話。                                                       |
| 熊族      |                    | 指拥有粗短或者厚实身材，比较具有阳刚气息的男同性恋。                                                                           |
| 掰弯      | 同化               | 把异性恋者转变为同性恋者。科學上是一种不可取的行为。                                                                           |
| 出柜      | 现身               | 向他人公开自己的性倾向或性别认同的行为。                                                                                       |
| 天菜      | 同志天菜           | 男同性恋形容自己欣賞的對象，完全符合自己喜歡的標準與模樣，不可多得、非常珍貴就像天上的菜一樣。                                 |
| 巨牌      | 大屌               | 在中國大陸的男男性交易行業中，指碩大的男性陰莖。                                                                               |
| 尻穴      | 肛門               | 肛門的意思。尻拼音：kāo，注音：ㄎㄠ。                                                                                          |
| 攻受      |                    | 指男男同性恋之间的性角色区分。攻为主动方，受为被动方。                                                                         |
| 顶底      |                    | 指女女同性恋之间的性角色区分。顶为主动方，底为被动方。                                                                         |
| 不分      |                    | 指同性之间恋爱或者产生性行为时，不进行角色区分。                                                                               |
| 腐女      |                    | 指喜欢或支持男男同性恋文化的男性向女性。                                                                                       |
| 耽美      |                    | 指描写有关男男同性恋的创作的藝術作品。                                                                                         |
| 拉拉      | 拉子、蕾丝边       | 指女同性恋。据说为英文Lesbian的音译。                                                                                          |
| 彩虹旗    |                    | 用以代表“同性恋骄傲”的七彩旗帜。                                                                                               |
| 彩虹族群  |                    | 英文LGBT，是用来指称女同性恋者（Lesbians）、男同性恋者（Gays）、双性恋者（Bisexuals）与跨性别者（Transgender）的一个集合用语。 |
| 彩虹经济  | 彩虹营销、粉红经济 | 英文：LGBT marketing，指依LGBT彩虹族群的口味和需求而带动的经济。                                                               |
| 骄傲游行  | 同志骄傲大游行     | 纪念同性恋解放、同性恋权利和同性恋自豪日斗争所举行的的游行庆典。                                                               |
| 男风      | 男色               | 古词，指男色。 |
| 龙阳      | 龙阳之好           | 古词，指魏安釐王的男幸，得宠于魏王，被封为龙阳君。后以“龙阳”指男色。                                                           |
| 断袖      |                    | 古词，亦作“ 断褏 ”。 截断衣袖。指男性之间的同性恋。                                                                            |
| 余桃      | 分桃               | 古词，指吃过的桃子的残剩部分。用作以男色事人之典实。                                                                           |
| 娈童      |                    | 古词，本义是美少年。后指供男性玩弄的美貌男童。                                                                                 |
| 小倌      |                    | 古词，买靠出卖色相赚取金钱的男子，即为妓男。                                                                                   |
| 相公      | 象姑               | 古词，本意为丈夫。古代也指男妓。                                                                                               |
| 对食      |                    | 古词，最早是指宫女之间的同性恋行为。                                                                                           |
| 磨镜      | 磨豆腐             | 古词，指女女同性之间的一种性行为。                                                                                             |
| 契兄弟    |                    | 原意是结拜兄弟，后来演变成一种类似男同性恋的关系。古代盛行于广东及毗邻福建的一种制度。                                         |
| 兔儿神    |                    | 是一位中国传说中的神祇，专司人间男性与男性间的感情。原名为胡天保。                                                             |
| 挛        | 彎                 | 本意为卷的、弯曲的。在粤语中形容一个人是同性恋。                                                                               |

### 英文
| 条目          | 中文意思 |
| ------------- | --- |
| Homosexuality | 同性之恋。 |
| Gay           | 男同性戀者。 |
| Lesbian       | 女同性戀者。缩写Les。 |
| MSM           | Men who have sex with men，男男性接触人群。                                                                                    |
| Men’s love    | 和製英語，男男之戀。 |
| Boy’s love    | 和製英語，少年之戀。耽美。 |
| Girl’s love   | 和製英語，女女之戀。 |
| Bara          | 日語，指有關男男色情ACG男性向作品。                                                                                            |
| Yaoi          | 日語，指有關男男色情ACG女性向作品。                                                                                            |
| MB            | Money Boy，中國大陸也叫巨牌，也就是妓男。                                                                                      |
| Bromance      | 基情。 |
| Twink         | 年轻可爱的男同性恋，小鮮肉。                                                                                                   |
| Top           | 男同性恋中的攻者。 |
| Bottom        | 男同性恋中的受者。 |
| Butch         | 女同性恋中的顶者。 |
| Femme         | 女同性恋中的底者。 |
| Queer         | 怪人，也指LGBT族群。 |
| LGBT          | 彩虹族群，是用来指称女同性恋者（Lesbians）、男同性恋者（Gays）、双性恋者（Bisexuals）与跨性别者（Transgender）的一个集合用语。 |
| Gaydar        | gay+radar，同性恋雷达。意指人的一种能力，一种像蝙蝠那样能发出超声波的能力，只要对别人扫上一眼，就能看透对方是不是同性恋。      |
| GLAAD         | Gay & Lesbian Alliance Against Defamation，同性恋者反诋毁联盟。                                                                |

## 外部連結
- Lavender Linguistics, from Guardian Unlimited（页面存档备份，存于）
- Frederick B.J. (2012) Partying with a purpose: Finding meaning in an online party n play subculture （页面存档备份，存于）
- The BLANKmates Glossary of LGBT Chemsex Slang terms (2017) （页面存档备份，存于）